# پروت اس‌ای
پروت اس‌ای (انگلیسی: Parrot SA) شرکت مخابرات بی‌سیم فرانسوی است، که در سال ۱۹۹۴ تأسیس شد.